# 20 kilomètres marche masculin aux championnats du monde d'athlétisme 1997
Navigation
Göteborg 1995 Séville 1999
L'épreuve du 20 kilomètres marche masculin des championnats du monde d'athlétisme 1997 s'est déroulée le 2 août 1997 dans les rues  d'Athènes, en Grèce, avec une arrivée au Stade olympique. Elle est remportée par le Mexicain Daniel García.

## Résultats
| Rang               | Athlète                         | Pays             | Temps           |
| ------------------ | ------------------------------- | ---------------- | --------------- |
| Médaille d'or      | Daniel García                   | Mexique          | 1 h 21 min 43 s |
| Médaille d'argent  | Mikhail Shchennikov             | Russie           | 1 h 21 min 53 s |
| Médaille de bronze | Mikhail Khmelnitskiy            | Biélorussie      | 1 h 22 min 01 s |
| 4                  | Yu Guohui                       | Chine            | 1 h 22 min 57 s |
| 5                  | Li Zewen                        | Chine            | 1 h 23 min 03 s |
| 6                  | Yevgeniy Misyulya               | Biélorussie      | 1 h 23 min 10 s |
| 7                  | Michele Didoni                  | Italie           | 1 h 23 min 14 s |
| 8                  | Giovanni De Benedictis          | Italie           | 1 h 23 min 33 s |
| 9                  | Hatem Ghoula                    | Tunisie          | 1 h 23 min 49 s |
| 10                 | Daniel Plaza                    | Espagne          | 1 h 23 min 53 s |
| 11                 | Robert Ihly                     | Allemagne        | 1 h 24 min 12 s |
| 12                 | Alessandro Gandellini           | Italie           | 1 h 24 min 24 s |
| 13                 | Igor Kollár                     | Slovaquie        | 1 h 24 min 37 s |
| 14                 | Jefferson Pérez                 | Équateur         | 1 h 24 min 46 s |
| 15                 | Jacek Muller                    | Pologne          | 1 h 24 min 47 s |
| 16                 | Joel Sánchez                    | Mexique          | 1 h 24 min 48 s |
| 17                 | Denis Langlois                  | France           | 1 h 25 min 27 s |
| 18                 | Omar Zepeda                     | Mexique          | 1 h 25 min 38 s |
| 19                 | Nicholas A'Hern                 | Australie        | 1 h 25 min 46 s |
| 20                 | Artur Meleshkevich              | Biélorussie      | 1 h 25 min 47 s |
| 21                 | Sérgio Galdino                  | Brésil           | 1 h 25 min 50 s |
| 22                 | Roberto Oscal                   | Guatemala        | 1 h 26 min 20 s |
| 23                 | Marco Giungi                    | Italie           | 1 h 26 min 23 s |
| 24                 | Modris Liepins                  | Lettonie         | 1 h 26 min 24 s |
| 25                 | Jean-Olivier Brosseau           | France           | 1 h 26 min 39 s |
| 26                 | Sándor Urbanik                  | Hongrie          | 1 h 26 min 50 s |
| 27                 | Gyula Dudás                     | Hongrie          | 1 h 27 min 17 s |
| 28                 | José Urbano                     | Portugal         | 1 h 27 min 25 s |
| 29                 | Milos Holusa                    | Tchéquie         | 1 h 27 min 27 s |
| 30                 | Fedosei Ciumacenco              | Moldavie         | 1 h 28 min 51 s |
| 31                 | Luis Fernando García            | Guatemala        | 1 h 28 min 51 s |
| 32                 | Dion Russell                    | Australie        | 1 h 30 min 49 s |
| 33                 | Róbert Valíček                  | Slovaquie        | 1 h 31 min 28 s |
| 34                 | Curt Clausen                    | États-Unis       | 1 h 32 min 05 s |
| 35                 | Valeriy Borisov                 | Kazakhstan       | 1 h 32 min 32 s |
| 36                 | Dimitrios Orfanopoulos          | Grèce            | 1 h 32 min 37 s |
| 37                 | Fernando Vázquez                | Espagne          | 1 h 32 min 44 s |
| 38                 | Chris Britz                     | Afrique du Sud   | 1 h 34 min 02 s |
| —                  | Aigars Fadejevs                 | Lettonie         | DNF             |
| —                  | Scott Nelson                    | Nouvelle-Zélande | DNF             |
| —                  | Claus Jørgensen                 | Danemark         | DNF             |
| —                  | Thierry Toutain                 | France           | DNF             |
| —                  | Vladimir Andreyev               | Russie           | DNF             |
| —                  | Jan Staaf                       | Suède            | DQ              |
| —                  | Andreas Erm                     | Allemagne        | DQ              |
| —                  | Julio René Martínez             | Guatemala        | DQ              |
| —                  | Ilya Markov                     | Russie           | DQ              |
| —                  | Rami Ali Deeb                   | Palestine        | DQ              |
| —                  | Narinder Singh Al Harbans Singh | Malaisie         | DQ              |

## Légende
Records et Performances
- AR : Record continental (area record)
- CR : Record des championnats (championship record)
- MR : Record du meeting (meet record)
- NR : Record national (national record)
- OR : Record olympique (olympic record)
- PR : Record paralympique (paralympic record)
- PB : Record personnel (personal best)
- SB : Meilleure performance personnelle de la saison (season's best)
- WL : Meilleure performance mondiale de l'année (world leader)
- WJR : Record du monde junior (world junior record)
- WR : Record du monde (world record)

Circonstances et Conditions
- DNF : N'a pas terminé (did not finish)
- DNS : N'a pas pris le départ (did not start)
- DQ : Disqualification (disqualification)
- NM : Aucun essai valable enregistré (No Mark)
- Q : Qualifié « directement » au prochain tour (ou à la prochaine compétition), lors d'une compétition majeure, grâce au classement ou à la réalisation des minima (automatic qualifier)
- q : Qualifié au prochain tour (ou à la prochaine compétition), lors d'une compétition majeure, grâce au repêchage ou à la réalisation de l'une des meilleures performances parmi celles des « non qualifiés directement » (grâce au meilleur temps ou à la meilleure distance par exemple) (secondary qualifier)